# Moritasgus stresemanni
Moritasgus stresemanni is een insect uit de orde Phasmatodea en de  familie Diapheromeridae. De wetenschappelijke naam van deze soort is voor het eerst geldig gepubliceerd in 1935 door Günther.